# Karl Hermann Pfeiffer
Karl Hermann Pfeiffer (* 1751 in Frankfurt am Main; † 26. März 1829 in Wien) war ein deutscher Kupferstecher.

## Leben und Werk
Karl Hermann Pfeiffer, über dessen Leben wenig bekannt ist, gelangte mit seinen Eltern bereits in seinen Jugendjahren nach Wien, wo sein Vater als Sekretär in einem adligen Haus arbeitete. In Wien erhielt Pfeiffer ab 1770 an der Akademie der bildenden Künste den ersten Unterricht in der Zeichenkunst. Daraufhin sorgte der Landschaftsmaler, Radierer und Kupferstecher Johann Christian Brand für die weitere Ausbildung des jungen Künstlers und ermunterte diesen, sich auch im Radieren zu versuchen. 1784 erhielt Pfeiffer den akademischen Preis für eine nach einem Ölbild seines Lehrers teils gestochene, teils radierte Arbeit.
In der Folge erwählte Pfeiffer das Fach der Kupferstechkunst und widmete sich, nachdem er verschiedene Manieren versucht hatte, schließlich insbesondere der Punktiermanier (auch englische Manier genannt). Diese Kupferstichgattung verbreitete sich damals als eine Art Kunstmode von England nach Deutschland und wurde auch hier allgemein beliebt, indem auch Buchhändler sie zur Verzierung ihrer literarischen Werke anwenden ließen, zumal die Vollendung einer punktierten Platte schneller bewirkt werden konnte und dadurch im Allgemeinen auch ein wohlfeilerer Preis zu erzielen war. Obgleich nun Pfeiffer sich früher – wie erwähnt – mit dem Radieren sowie auch mit der Grabstichelarbeit in Linienmanier beschäftigt hatte, so gehörten doch seine größeren und meisten Arbeiten in jenes Fach, indem er von den Buchhändlern außerordentliche Aufträge erhielt und sich dann sein Ruf immer mehr verbreitete.
Pfeiffer wandte diese Kupferstich-Technik auch bei Blättern größeren Maßstabs an, indem er nächst einigen größeren Bildnissen auch größere historische Blätter teils nach älteren klassischen, teils auch nach neueren Meistern bearbeitete, wozu ihm die reichen Galerien und Kabinette in Wien viele Gelegenheiten boten. Raffael, Correggio, Fra Bartolomeo,  Sassoferrato, Nicolas Poussin, Anton Raphael Mengs u. a. waren die Meister, die er als Vorbilder seiner größeren Kupferblätter benutzte.
Ebenso arbeitete Pfeiffer zahlreiche Bildnisse des kaiserlichen österreichischen Hauses, auch von Fürsten und sonstigen berühmten Männern aller Stände des Kaiserstaates, nach den Gemälden bekannter Künstler. So schuf er u. a. Porträts von:

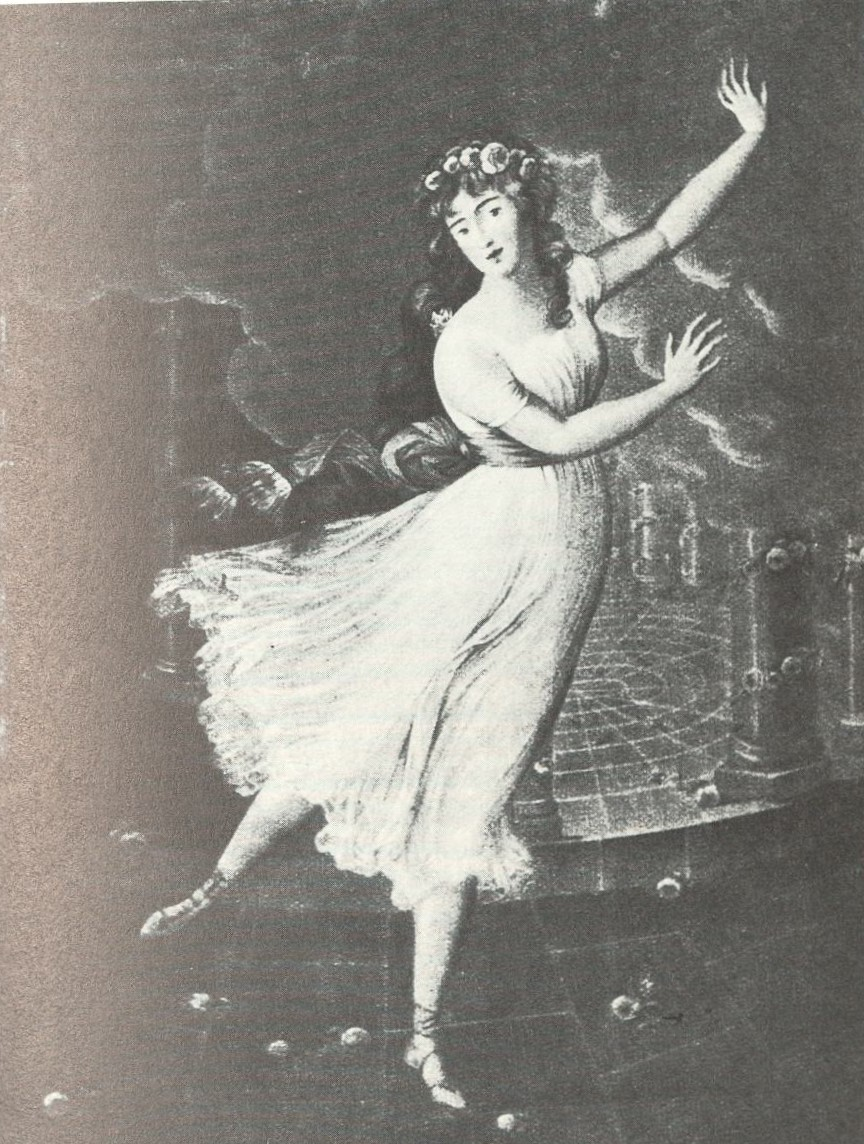
Marie Medina als Terpsichore

- Erzherzog Karl, nach Giuseppe Pisani
- Fürst Johann zu Liechtenstein, nach Johann Baptist Lampi dem Älteren
- Kaiser Franz, nach Johann Georg Bauer
- Prinz Gonzaga Castiglione, nach Schröder
- Kaiserin Maria Theresia, die Gemahlin von Franz I. Stephan, nach Josef Kreutzinger
- Fürstin Therese Kinsky, nach Josef Mathias Grassi
- Fürst Hardenberg, nach Friedrich Johann Gottlieb Lieder
- Napoleon und Marie Louise im Kaiserornat vor dem Thron stehend, nach Matthäus Loder
- Herzogin Maria Beatrice d’Este, nach Franz Caucig
- Ferdinand von Trauttmansdorff, nach Joseph Karl Stieler
- Fürstin Pauline von Schwarzenberg, nach August Friedrich Oelenhainz
- Albert Kasimir, Herzog von Sachsen-Teschen, nach Jean-Baptiste Isabey
- Franz Zauner von Felpatan, nach Bernhard von Schrötter
- Franz von Mack, nach Joseph Hickel
- Giovanni Alessandro Brambilla, nach Johann Baptist Lampi dem Älteren
- Hofschauspieler Joseph Lange als Albrecht in Agnes Bernauer, nach Wolf
- Wolfgang Leuthner, Abt von Kremsmünster, nach Josef Anton Kapeller

Zu den von Pfeiffer geschaffenen Blättern, die geschichtliche, religiöse oder mythologische Themen zum Inhalt haben, gehören u. a.:
- Maria mit dem Kinde, nach Heinrich Friedrich Füger
- zwei Madonnen nach Bartolomeo della Porta und Sassoferrato für das Galeriewerk von Haas
- Venus, aus dem Bade kommend, nach Giuliano da Parma
- Jupiter auf dem Ida, in den Armen der Juno vom Schlaf bezwungen, nach A. Lens
- Madonna, nach Anton Raphael Mengs
- Das Urteil des Salomon, nach Poussin
- Ariadne auf Naxos, nach Heinrich Friedrich Füger

Pfeiffer entwarf auch ein Zeichenbuch für Damen, 30 Blätter Idealköpfe nach älteren Meistern wie Raffael, Domenichino, Anton Raphael Mengs und Heinrich Friedrich Füger.